# La Mesa Chiquita, Maravatío
La Mesa Chiquita är en ort i Mexiko.   Den ligger i kommunen Maravatío och delstaten Michoacán de Ocampo, i den sydöstra delen av landet, 130 km väster om huvudstaden Mexico City. La Mesa Chiquita ligger 2 609 meter över havet och antalet invånare är 109.
Terrängen runt La Mesa Chiquita är kuperad. Runt La Mesa Chiquita är det ganska tätbefolkat, med 192 invånare per kvadratkilometer. Närmaste större samhälle är Maravatío, 18,4 km väster om La Mesa Chiquita. I omgivningarna runt La Mesa Chiquita växer huvudsakligen savannskog.